# Южный Урал (газета)
«Южный Урал»  — областная газета на русском языке, издающаяся в Оренбурге (Российская Федерация) .

## История
Выпускается с октября 1917 года, за это время сменила несколько названий.
Первые два выпуска в октябре 1917 г. были изданы под названием "Пролетарий".
После освобождения Оренбурга от белогвардейцев в январе 1918 г. стала выходить под названием «Известия Оренбургского военного революционного комитета».
Нынешнее название газета получила в 1957 г.
В газете освещаются события, происходящие в городе, области и за их пределами. 
Тираж газеты в 1980-е годы составлял 185 тысяч экземпляров.

## Персоналии
В газете печатали свои произведения:
- писатель-фантаст Яков Левант[5],
- спецкор, писатель Иван Уханов,
- журналист Анатолий Ленский (работал заместителем редактора).